# Roberto Fleitas
Roberto Fleitas (* 25. Mai 1932; † 3. März 2024) war ein uruguayischer Fußballspieler und -trainer.

## Karriere
Fleitas, der auf der Position des Verteidigers spielte, war von 1950 bis 1956 bei Liverpool Montevideo aktiv. Anschließend begleitete er Rampla Juniors auf einer Tournee durch Amerika und Europa. Es folgten jeweils einjährige Gastspiele beim Central Español FC (1957), Montevideo Wanderers (1958) und Central de San José (1959).
Nach Beendigung seiner aktiven Karriere schlug Fleitas die Trainerlaufbahn ein. Er begann 1963 als Assistent in der Jugendabteilung bei Liverpool Montevideo. Ab 1965 leitete er verschiedene Jugendabteilungen im Verein. 1969 wurde er zum ersten Mal zum Trainer der Hauptmannschaft von Liverpool Montevideo berufen. Nach der Verpflichtung von Ondino Viera war Fleitas in den folgenden beiden Jahren als dessen Assistenztrainer tätig, bevor er 1972 erneut zum ersten Trainer von Liverpool aufstieg. Die nachfolgende Saison leitete er Rampla Juniors, im Jahr darauf Bella Vista. 1975 war er Trainer beim Club Atlético Progreso in der Division Intermedia, die der Club in dieser Spielzeit auch gewann und so in die Segunda Division aufstieg. 1976 wurde er Trainer des FC Luz, ebenfalls in der Division Intermedia, und auch mit diesem Verein konnte er die Meisterschaft feiern. 1979 kehrte er zu Liverpool Montevideo zurück. Sein erneutes Engagement an seiner alten Wirkungsstätte endete jedoch mit dem Abstieg aus der Primera División Anfang 1983. Mehr Erfolg hatte er wieder bei seinem nächsten Verein Central Español, den er in der nachfolgenden Saison zur Zweitligameisterschaft und dem damit verbundenen Aufstieg in die erste Liga führte. Danach kehrte er zu CA Progreso zurück; 1985 gewann er mit der Mannschaft das Torneo Competencia.
1987 wurde er zum Trainer der uruguayischen Fußballnationalmannschaft berufen. Mit dem Gewinn der Copa América 1987 gelang ihm sein größter Triumph. Bereits im Jahr darauf endete sein Engagement als Nationaltrainer.
1988 übernahm er das Traineramt bei Nacional Montevideo. Mit dem Klub gewann er 1988 die Copa Libertadores und anschließend auch den Weltpokal. 1990 hatte er das Traineramt beim Club Atlético Peñarol inne. 1992 war er abermals für Nacional Montevideo tätig und holte mit den Bolsos den uruguayischen Meistertitel. Auch eine Trainerstation beim La Luz FC ist verzeichnet. Am 13. Oktober 1993 saß er bei der 0:5-Auswärtsniederlage in Karlsruhe gegen Deutschland abermals als verantwortlicher Nationaltrainer für ein Spiel auf der uruguayischen Bank.

## Erfolge
- Copa América: 1987
- Weltpokal: 1988
- Copa Libertadores: 1988
- Uruguayischer Meister: 1992
- Torneo Competencia (Uruguay): 1985

## Auszeichnungen
1988 wurde er bei der von El País ausgerichteten Wahl zu Südamerikas Trainer des Jahres gekürt.